# IBUKI (企業)
株式会社IBUKI（いぶき）は、山形県西村山郡河北町に本社を置く電機・自動車業界向け金型メーカーである。

## 概要
金型に機械加工を施すことで、成型と同時に樹脂表面に木目やヘアラインなどの装飾加工が可能となる技術である加飾成型を得意とすることが特色である。IBUKIが製造した金型は電機業界・自動車業界を中心に供給され、自動車の内装部品や化粧品容器、音響機器の外装などに用いられている。
他社への供給に加えて、射出成型技術を活かして自社開発したプラスチック製ビアグラスを一般消費者向けに直接販売している。
また、社内におけるITを活用した業務効率化に向けた取組を応用して、センサを内蔵したIoT金型を活用した金型設計者・製造者向け技術指導や他社向けIT導入支援事業も行っている。

## 沿革
- 1933年 - 東京都品川区の木型メーカーとして創業[2]。
- 1956年 - 株式会社安田木型製作所として法人化[2]。
- 1961年 - 株式会社安田製作所に社名を変更し、金型製造を開始[2]。
- 1998年 - 金型メーカーのアークが買収[2]。
- 2011年 - 企業再生支援機構による支援開始[2][7]。
- 2014年 - 投資ファンドのロングリーチが買収[7]。
- 2014年 - 製造業向けコンサルティング会社のO2が買収[8]。
- 2015年 - 株式会社IBUKIに社名変更[9]。
- 2018年 - 経済産業省のものづくり日本大賞 経済産業大臣賞を受賞[10]。
- 2021年 - 自動車部品メーカーのしげる工業が買収[11]。